# CS50
CS50 (Computer Science 50) — вводный офлайн и онлайн курс о компьютерных технологиях Гарвардского и, начиная с 2015 года, Йельского университетов. Материал курса доступен бесплатно, за отдельную плату возможно получить различные сертификаты. В 2016 году курс подвергся значительным изменениям и вобрал в себя лучшие практики за 20 лет преподавания курса. В 2016 году в курс лекций CS50 вошли следующие темы: Scratch, язык программирования C, массивы данных, алгоритмы сортировки, память компьютера, структуры данных и сжатие информации, язык Python и PHP, базы данных SQL, язык Javascript, виртуальная реальность. Отрывки из курса лекций 2016 года доступны для просмотра в режиме виртуальной реальности на Youtube канале CS50. Все материалы курса доступны на английском языке.

## Формат
Лекции CS50 доступны на нескольких платформах, в том числе ITunes U, edX и YouTube. Дополнительное видео «Walkthroughs» записываются с преподавателями и студентами. Также есть видео практических занятий «Problem Sets» и «Shorts» — серии коротких видеоуроков, в которых преподаватели курса подробно рассказывают об узконаправленных темах, затрагиваемых на лекции. Вопросы курса доступны в формате PDF и формате HTML. Студенты могут загружать ответы на вопросы и некоторые вопросы оцениваются автоматически. Студенты также могут использовать специальное программное обеспечение, чтобы проверить свой код в облаке.

## Лекторы
Профессор Дэвид Малан был назван одним из мировых наиболее известных компьютерных педагогов. Соучредитель Facebook Марк Цукерберг и бывший главный исполнительный директор компании Microsoft Стив Балмер проводили лекции.